# Герлаховски штит
Герлаховски штит (слч. Gerlachovský štít) највиши је планински врх планинског ланца Високе Татре, Карпата и целе Словачке. Висок је 2.655 m, изгледа виши него што јесте, висинска разлика од долине је 2.000 m, удаљен је од других планина, што масиву Високе Татре даје посебан изглед. У прошлости, Герлаховски штит је имао симболичну улогу у очима становника неколико држава из средње Европе. У 19. и почетком 20. века, врх је имао четири различита имена, био је највећи врх Краљевине Мађарске, Чехословачке и Словачке.
Герлаховски штит има геологију и екологију какву имају и остале планине Високе Татре, али је животна средина од значаја за биологе јер поседује највеће тло у Европи, северно од Минхена, Салцбурга и Беча. Са забраном путовања, уведеном од стране Источног блока, на планину су могли да се пењу само Чеси, Мађари, Словаци, Пољаци и Јужни Немци. Врх је наставио да привлачи посетиоце, иако су локалне власти стално додавале нове  забране приступа.

## Имена
Прво забележено име је Кеселберг 1762. од стране Карпатијанских Немаца из државе Цепес. Прво забележено словачко име планине било је Котол 1821. Име које је постало уобичајено у књигама у 19. веку је садашње име, које повезује планину са селом Герлахов у њеном подножју. Паралелно је са именом Велики Герлахов( ) које је користиио Лудвиг Гренер, који га је идентификовао као највећи врх Високе Татре 1838.. У словачкој верзији извештаја, врх је означен као герлаховско перо 1851. Неколико других планина у Високим Татрама су стекли имена по селима која се налазе у њиховом подножју.
Када је утврђено да је планина највиши врх у региону, власти које су имале контролу над њом, периодично су јој мењале име из симболичних разлога. Године 1896. као део Аустроугарске, највиши врх Карпата добио је прво спонзорско име, Франц Јозеф I, по Францу Јозефу, владару Аустроугарске. Водичи понекад нису обухватали ову промену имена. Након распада монархије 1918. планина је остала позната као Герлаховски Штит, зато што је припадала селу Герлахов. Пољска влада је тврдила да територија Високих Татра припада Пољској, планину су назвали Шчит пољски (пољ. Szczyt Polski - досл. "пољски врх"), али никад нису добили контролу над њом. Нова влада Чехословачке променила му је име у Штит Легионаров (чеш. Štít legionárov - досл. "Легионаров врх") 1923. у част чехословачким легионарима, али је 1932. враћено име. Као резултат комунистичке окупације, планина је променила име још једном 1949. у Стаљинов Штит': (слч. Stalinov štít - досл. Стаљинов врх), у част Јосифу Стаљину.

## Историја
Герлаховски Штит није увек сматран највећим планинским врхом у Татрима. Након првог званичног премера врхова у Татрима, током периода Хабзбуршке Монархије у 18. веку, Криван (слч. Kriváň) (2. 494 m) је сматран највећим. Други кандидати за највећи врх били су Ломницки Штит (2.633 m) и Ладови Штит (2.627 m). Прва особа која је означила Герлаховски Штит као највећи врх био је Лудвиг Гренер 1838. Гренеров премер је званично потврђен од аустријске војске 1868. Ипак, прихваћен је тек 1975. када је војни институт за географију у Бечу тражио нову ауторитативну колекцију мапа Централне Европе.
Први човек који се попео на Герлаховски Штит је Јохан Јан Стил, из села Нова Лесна 1834.

## Приступ
Једини којима је дозвољено слободно пењање на планину јесу чланови интернационале пењачке асоцијације. Други посетиоци морају да узму лиценцираног водича. Две најлакше руте, Велицка проба и Батизовска проба, које су добиле име по долинама из којих се креће, заштићене су ланцима. Без снега, руте су категорије 2 или 3 на скалу UIAA(интернационала унија пењача), или мања. Укупна висина је око 1.000 m за оне који проведу ноћ у хотелу Силезски дом и око 1.665 m за оне који пешаче из града Високе Татре. Зими, Герлаховски штит нуди изазове у алпском пењању.
Две најпопуларније руте за техничко пењање су на истоку и југозападу. Оба су доста дугачка и смештена су на солидним гранитним зидовима. Најбоље време за пењање је почетком септембра до почетка октобра или док не падне снег.

## Клима
Температурна разлика између одмаралишта у Татри и врха планине могу бити огромне. Ниске температуре ваздуха при врху могу бити маскиране дугим сунчањем под ведрим небом. У комбинацији са ветром, утицај може бити јако штетан, иако не пада киша или снег. Врх нестаје у облацима на неко време вечином дана, што значи маглу на тој надморској висини и могућу дезоријентацију.
Док су температуре ниске на Герлаховском Штиту, због надморске висине, време и његов потенцијални утицај на посетиоце је мало другачији од других врхова у Високим Татрама. Типични дан што се времена лети тиче је ведро јутро, облаци се скупљају средином јутра, могућност за кишу је мала. Олује са муњама на Герлаховском штиту и у другим већим врховима су мало другачије у односу на пределе који се налазе на мањој надморској висини, људи који су били изложени ветру, киши и муњама, имају више тешкоћа да савладају врх.
|                                       | Јан | Феб | Мар | Апр | Мај | Јун | Јул | Авг | Сеп | Окт | Нов | Дец |
| ------------------------------------- | --- | --- | --- | --- | --- | --- | --- | --- | --- | --- | --- | --- |
| Температура ваздуха 2–3 pm, Целзијус  | -11 | -11 | -8  | -5  | 0   | 3   | 5   | 5   | 2   | -1  | -6  | -9  |
| Температура ваздуха 2–3 pm, Фаренхајт | 12  | 12  | 17  | 23  | 32  | 37  | 41  | 41  | 36  | 10  | 21  | 16  |
| Падавине у милиметрима                | 120 | 120 | 100 | 130 | 120 | 190 | 190 | 140 | 90  | 90  | 130 | 150 |
| Дани са олујама и муњама              | 0   | 0   | 0   | 2   | 5   | 9   | 9   | 6   | 2   | 0   | 0   | 0   |
| Дани са слабом видљивошћу             | 21  | 20  | 22  | 23  | 26  | 25  | 26  | 24  | 21  | 19  | 21  | 21  |
| Дани са ињем и ледом                  | 19  | 15  | 16  | 16  | 13  | 5   | 4   | 5   | 10  | 11  | 17  | 19  |
| Дани у којима пада снег               | 19  | 16  | 18  | 19  | 16  | 9   | 5   | 4   | 6   | 11  | 17  | 19  |
| Дани са снегом преко 1 cm             | 31  | 28  | 31  | 30  | 24  | 8   | 4   | 3   | 6   | 15  | 28  | 31  |